# Chilton, Wisconsin
Chilton là một thành phố thuộc quận Calumet, tiểu bang Wisconsin, Hoa Kỳ. Năm 2000, dân số của thành phố này là 3708 người.